# Stavnsbåndet
Stavnsbåndet blev i 1733 indført i Danmark under Christian 6. enevældige regering efter ønske fra godsejere og militær. Det bandt mænd mellem 14 og 36 år til at blive boende på det gods eller herregård, hvor de var født. Bopælspligten havde eksisteret siden begyndelsen af 1700 -tallet, men da der var mulighed for at købe fripas, gjorde det i praksis næppe særligt indtryk på de bedrestillede, det vil sige bønderne og deres sønner. Det blev ophævet i 1788 med forordningen om afskaffelsen af stavnsbåndet, der skulle afvikles frem til 1800. Udskrivelsen af soldater overgik herefter til et statsligt sessionsvæsen.

## Historisk forløb
Stavnsbåndet blev indført for at afhjælpe en alvorlig landbrugskrise i 1730'erne, som blandt andet skyldtes svigtende efterspørgsel fra Danmarks traditionelle eksportlande. Hertil kom afvandring af befolkningen fra landet til byerne, hvilket yderligere medførte, at det kunne være svært at få arbejdskraft på fæstegårdene. Endelig skulle militæret bruge folk til landmilitsen. Militærtjenesten kom i praksis især til at ramme "de mindre egnede" i landbruget, fordi det var godsejerens opgave at udtage mænd til landmilitsen. Som modydelse blev godsejerne pålagt at føre retsgyldige fæsteprotokoller, der skulle dokumentere, hvad der var blevet aftalt parterne imellem. Desuden blev det forbudt at hæve landgildet i fæstets løbetid. Det betød, at godsejerne måtte finde andre måder at få større udbytte ud af deres jord. Det kunne bl.a. gøres ved at sætte indfæstningssummen i vejret eller ved at kræve mere hoveri af fæstebønderne, da omfanget af hoveriet næsten aldrig fremgik af fæstekontrakterne.
En af Christian 6.s første handlinger som ny konge var, 30. oktober 1730, at ophæve landmilitsen, en beslutning der dog var alt andet end populær hos godsejerne. Da frigørelsen fra vornedskabet også var slået igennem, betød det, at hæren og godsejerne mistede kontrollen over bondebefolkningen og begyndte at få kongen til at give dem midler til at få henholdsvis fæstebønder og soldater.
1730'erne blev imidlertid præget af en afsætningskrise i landbruget, og kornpriserne kom helt i bund. Det betød, at det blev almindeligere, at mange bønder måtte gå fra deres gårde som følge af, at de havde misligholdt deres del af fæstekontrakten. Samtidig blev godsejerne der normalt tjente godt på kornsalget hårdt ramt, og deres pligt til at garantere for deres bønders skattebetalinger kunne bringe dem på fallittens rand. Og det forværredes, hvis for mange gårde stod øde, eller for mange bønder fik henstand med betalingen af afgifter og skatter. Godsejerne klagede deres nød, da flere og flere bønder forlod godserne og nægtede at tage anviste gårde i fæste. Regeringen søgte i første omgang at afhjælpe det ved, 5. marts 1731 at forbyde karle og bønder at forlade det gods, de boede på, uden ejerens tilladelse, og nægtede en karl at tage en gård i fæste, kunne godsejeren overlade ham til flåden eller et af de hvervede regimenter.
Klagerne fortsatte dog fra godsejerne over flere bønder, der lod agerbruget fare, og fra hæren over mangel på mandskab og materiel, så i 1733 blev det besluttet at genindføre landmilitsen. Nu skulle godsejerne stille med en soldat for hver 60 tønder hartkorn, hvilket svarede til 10-12 gårde, men hvis der var udsigt til krig, blev det reguleret, fx i 1762, hvor der skulle stilles en mand pr. 32 tønder hartkorn. Det gav landmilitsen en størrelse på omkring 5.000 mand, og statsmagt og hærledelse fik hvad de ønskede. Til gengæld for dette afsavn blev stavnsbåndet indført til godsejernes fordel. Dette betød, at alle drenge og mænd mellem 18 og 36 år ikke måtte forlade deres fødegods. Det blev udvidet til at gælde fra det 14. år i 1735. Aldersgrænserne blev løbende ændret. I 1739 til 14-36 år, i 1742 til 9-40 år og i 1764 til 4-40 år.
Trods de stigende kornpriser blev antallet af udskrevne mænd i 1741 øget til 7.500 mand, svarende til at der blev stillet en soldat for hver 40 tønder hartkorn. Året efter blev stavnsbåndet udvidet til at gælde alle drenge og mænd mellem ni og 40 år. Alligevel vandrede mange bønderkarle fra landsdel til landsdel eller til byerne, da godsejerne selv skulle opspore og hjembringe dem, der brød stavnsbåndet.

### Afvikling
Stavnsbåndet blev løsrevet fra godsejernes kontrol som led i Landboreformerne af 20. juni 1788 med en overgangsperiode indtil 1800. I første omgang omfattede omlægningen kun dem, der var under 14 år. Dernæst dem der var over 36 år – og derefter dem, der havde tjent som soldat. Hovedpunktet i denne administrative reform var, at bindingen til godserne blev ændret til en binding til udskrivningsdistriktet. Enevælden var nu så udbygget, at staten i højere grad selv kunne stå for indskrivningen til hæren; der var i mindre grad brug for godsejerne som det lokale administrative led.
Det var i "Den Store Landbokommission" at arbejdet med - eller rettere: kampen om - stavnsbåndets ophævelse fandt sted. På den ene side stod fremskridtsvillige mænd som Christian Ditlev Frederik Reventlow og kommissionens sekretær Christian Colbjørnsen, på den anden konservative godsejere. Kommissionen arbejdede meget langsomt med gennemførelsen af sine idéer, da man i nogen grad frygtede, at samfundet skulle gå i opløsning, hvis man på én gang brød med det gamle system. Der skulle kongelig indblanding - i form af kronprins Frederik 6. - til for at løse denne knude. Så det var et vendepunkt, da stavnsbåndet ophævedes i 1788, om end først med fuld virkning fra år 1800. Landbruget trådte ind i en blomstrende æra, der også var begyndelsen til de reformer, der kom i årene efter, blandt andre indførelsen af folkeskolen fra 1814.
Det nye styre havde heller ingen decideret landbrugspolitik, men i 1785 vandt tilhængerne af landbrugsreformer et afgørende slag. Rentekammerets unge chef Christian Ditlev Reventlow havde set svarene på rentekammerets undersøgelse af konsekvenserne af godsejernes udnævnelse af syns- og skønsmænd. Svarene viste, at der som regel ikke blev foretaget et nyt syn, når en fæstebonde døde, og en ny skulle overtage gården. Således kunne den nye bonde og hans arvinger komme til at hæfte for fejl og mangler, som var der ved overtagelsen. Derfor syntes Reventlow, at tiden var inde til at gøre noget, og i sommeren 1786 forelagde han sagen for kronprinsen og anbefalede, at man lettede kårene for bønderne.
Kronprinsen var positiv og bad Reventlow udarbejde et forslag til fremlæggelse i statsrådet: Reventlows forslog den 11. juli 1786, at der burde rettes op på det usikre retsforhold mellem godsejerne og fæstebønderne. Desuden mente han, at emner som fæsteindgåelse, hoveri, stavnsbånd og pryglestraffe burde inddrages. Reventlow anbefalede at nedsætte en landbrugskommission, der skulle se nærmere på det hele. Ikke alle ministre var enige i det, men Christian 7. kunne sætte sin underskrift på dokumentet, da både kronprinsen og A.P. Bernstorff var med på ideen. Den 16 mand store kommission kom til at bestå af både tilhængere og modstandere af Reventlows planer. Kommission bestod dog overvejende af hans støtter, og 8. juni 1787 udstedte kongen de første reformlove, der krævede, at der skulle foretages uvildige syn og skøn både ved fæsteindgåelse og -afståelse. Bønder måtte ikke længere sættes fra deres gård uden en retskendelse, og endelig blev brugen af træhest, hundehjul og halsjern forbudt. Den mest omtalte ændring kom dog først i 1788 med afskaffelsen af stavnsbåndet, der skulle afvikles frem til 1800. Udskrivelsen af soldater overgik til et statsligt sessionsvæsen. Det betød, at bønderne ikke længere behøvede fripas for at forlade et gods, og godsejerne ikke længere kunne tvinge dem til at tage et fæste ved at true med udskrivelse til de hvervede regimenter. Stavnsbåndets ophævelse havde stor symbolsk betydning som udtryk for bøndernes frigørelse fra godsejerne, men i det samlede landboreformkompleks havde denne reform ifølge senere vurderinger en mindre betydning.
Soldatpligten påhvilede stadig kun bønderne, og da hæren afskedigede flere og flere af de udenlandske hvervede soldater, steg antallet af udskrevne bønder. Loven gav dog en del udveje for ikke at skulle springe soldat. Blandt andet var gårdejere og -fæstere undtaget, hvis de kunne stille en anden i deres sted. Også gårdejersønner uden egen gård kunne stille en anden i deres sted mod en betaling af 30 rigsdaler til statskassen. Endelig kunne bondestanden i henhold til lovens §25 adoptere en fattig dreng fra købstaden og lade ham springe soldat i stedet for en af bondens egne sønner. Det betød, at de velhavende inden for bondestanden købte de fattigste til at udføre militærtjenesten for sig, præcis som det havde været før 1788. Da man i 1803 gennemførte en ny hærlov, viste det sig at hvervningen af bondesoldater var kommet op på et niveau, så hvervningen af udenlandske soldater kunne ophøre.
Stavnsbåndets afvikling betød, at regeringen mistede støtten fra godsejerstanden, ligesom reformerne fik J.O. Schack Rathlou og F.C. Rosenkrantz til at trække sig tilbage fra deres statsgerning til deres godser. Det var et eksempel på de protester, der kom fra godsejerne over, at deres rettigheder blev afskaffet uden kompensation.
Det lykkedes Bernstorff at få udnævnt nogle moderate ministre til statsrådet fra "det danske parti" blandt godsejerne. Reventlow blev der derimod ikke plads til i statsrådet, men han fik dog titel af præsident for rentekammeret og fik lov til at forsætte sine bestræbelser på at indføre flere landboreformer. Der opstod uventet modstand mod regeringen fra penneførerne for de mest reformvenlige københavnske borgere i 1789-90. De følte sig tilsidesat af den tyske elite, der regerede landet og dominerede hovedstadens adelige saloner. I den såkaldte tyskerfejde fremførte de det synspunkt, at holstenere kunne få embeder i Holsten og ellers ikke. Dermed var indfødsrettens idealer udskiftet til fordel for en national aggressivitet, og det svækkede paradoksalt nok regeringens initiativer, som de reformvenlige københavnere hidtil havde forsvaret over for de mere konservative danske godsejere. Rundt om i landet opfangede bønderne signalerne fra reformtilhængerne i København, og mange steder besluttede de sig for at lægge pres på godsejerne – især for at komme det trykkende hoveri til livs. Specielt i Østjylland blev der gennemført hoveristrejker, og nyheden om Den Franske Revolution i 1789 øgede kun bøndernes forventninger om at kunne slippe for hoveriarbejdet. Protesterne var forståelige, men de gjorde det klart for kronprinsen, at han ikke kunne leve med en regering, hvis politik gav næring til udstrakt social uro i landet.
I det samlede landboreformkompleks udgjorde stavnsbåndet i det store og hele en biting, men ophævelsen af denne tvangsforanstaltning havde umådelig storsymbolsk betydning som udtryk for bøndernes frigørelse fra godsejerne.
Til et varigt minde om, hvad der er blevet kaldt "Stavnsbåndets ophævelse", rejstes på foranledning af kredse i København Frihedsstøtten i København som en hyldest til kongemagten (Christian VII).